# Establiments
Establiments es un barrio situado en el Distrito Norte de la ciudad de Palma de Mallorca, en Baleares (España). Antiguamente era un municipio independiente, pero en 1919 fue anexionado a la capital balear. 
En los años 80 se realizaron algunas mejoras como la del alcantarillado y la construcción de un ambulatorio. La mayoría de las edificaciones de la zona son viviendas unifamiliares. El barrio cuenta con un centro de educación primaria (CEIP Establiments, Unidad Básica de Salud, bares, restaurantes varios colmados. Hasta 2012 contaba con una biblioteca ubicada en el casal del barrio. Además cuenta con una línea de la EMT (Línea 16) que une Establiments con el centro de la ciudad.

## Historia
El núcleo de Establiments data del siglo XVI, a pesar de que el territorio del actual barrio fuera ocupado de mucho antes.
Existen restos prehistóricos en las cuevas de Son Bauçà y Ca'n Mallol. Así mismo cuenta con restos talayóticos.
En la época islámica, la abundancia de lluvias permitió el desarrollo de la agricultura en la zona.
Después de la toma de Mallorca por parte del Reino de Aragón, se hizo un repartimiento y las tierras pasaron a manos del conde Nuño Sánchez. Durante siglos, la estructura agraria de la zona se fundamentó en los latifundios de las grandes posesiones. El origen del barrio se encuentra en las parcelaciones rústicas de secano en torno a estas posesiones, de ahí el topónimo Establiments (establecimientos en torno a las posesiones).
La primera posesión que se parceló fue Son Gual, que dio lugar al núcleo original de la actual Establiments Vells, llamada El Rutló. El nombre d’Establiments hace referencia precisamente a este proceso de fraccionamiento de la propiedad. El refugio d'es Rutló apareció documentado por primera vez en el 1584, con catorce parcelas. En el siglo XII se inició la parcelación del Muntant de la posesión de Sarriá, que originó el núcleo denominado Establiments Nous. En 1685 los vells tenían sesenta y nueve parcelas y los nous treinta y tres.
En estos siglos, la zona de Establiments formaba parte del municipio de Esporlas, del que posteriormente se secesionaría para formar un municipio independiente. En el mapa del Cardenal Despuig (1785) aparecen las grandes posesiones de es Canyar, Son Cotoneret, Son Gual, Buñolí (documentada sobre el 1402), Sarriá, Son Morlá, Son Mallol y Son Berga. En el 1776 se construyó Son Berga Nou, considerada una de las posesiones mallorquinas más bellas y propiedad de la familia Safortesa. En el año 1837, Establiments se separó de Esporlas y se constituyó como un municipio independiente. A mediados del siglo XIX (1847), Establiments tenía una población de 1.460 habitantes, 367 casas y una extensión de 22,55 km². Durante dicho siglo el municipio continuó siendo fundamentalmente agrícola y las principales producciones eran el trigo, la cebada, las almendras, el aceite de oliva, las algarrobas y legumbres.
Durante la década de 1870, las principales posesiones eran Sarriá (426 ha), Buñolí (376 ha), Son Gual (195 ha), Son Morlá (95 ha) y Es Canyar (84 ha). Los propietarios de todas estas fincas residían en Palma y muchas veces eran nobles.
En el año 1890 tan sólo había un sastre registrado, pero poco a poco fue aumentando el número. En 1899 había diecinueve. A principios del siglo XX aparecieron tres fábricas de tejido, una de zapatos y una de mosaicos.
En 1919, Establiments se anexionó al municipio de Palma de Mallorca, adquiriendo oficialmente la categoría de barrio, pero conservando muchas de las características de pueblo (al igual que Son Espanyol). Parece que las causas de este hecho fueron los problemas económicos y la discordia entre liberales y conservadores.
En 1926, Establiments pasó a tener una línea de comunicación directa gracias a la inauguración de una línea de tranvías eléctricos que partían de la calle de San Miguel. Este tranvía funcionó hasta 1959, año en que fue sustituido por una línea de autobuses. En 1933, la fábrica de cemento de Joan Colom inició la explotación de las canteras, que posteriormente causarían muchos problemas y polémicas.
Durante la guerra civil española, hubo encarcelaciones y algunas ejecuciones como el del carpintero y administrador de las Juventudes Socialistas Antonio Roca Lladó y el del socialista esporlerino residente en Establiments Gabriel Calafell Serra, lo que supuso que algunos establimenteros buscasen refugio.
A partir de los años 50 y a raíz del crecimiento turístico, se inició una lenta decadencia del campo y la mayoría de las fábricas cerraron.

## Límites
El barrio limita con las localidades de Esporlas y Puigpuñent por el norte y el oeste respectivamente. También limita con los barrios de Son Anglada y Secar de la Real por el sur.

## Demografía
| Gráfica de evolución demográfica de Establiments entre 1842 y 1910 |
| |
| Población de derecho según los censos de población del INE. Población de hecho según los censos de población del INE.Entre el censo de 1920 y el anterior, este municipio desaparece porque se integra en el municipio Palma. |

## Galería

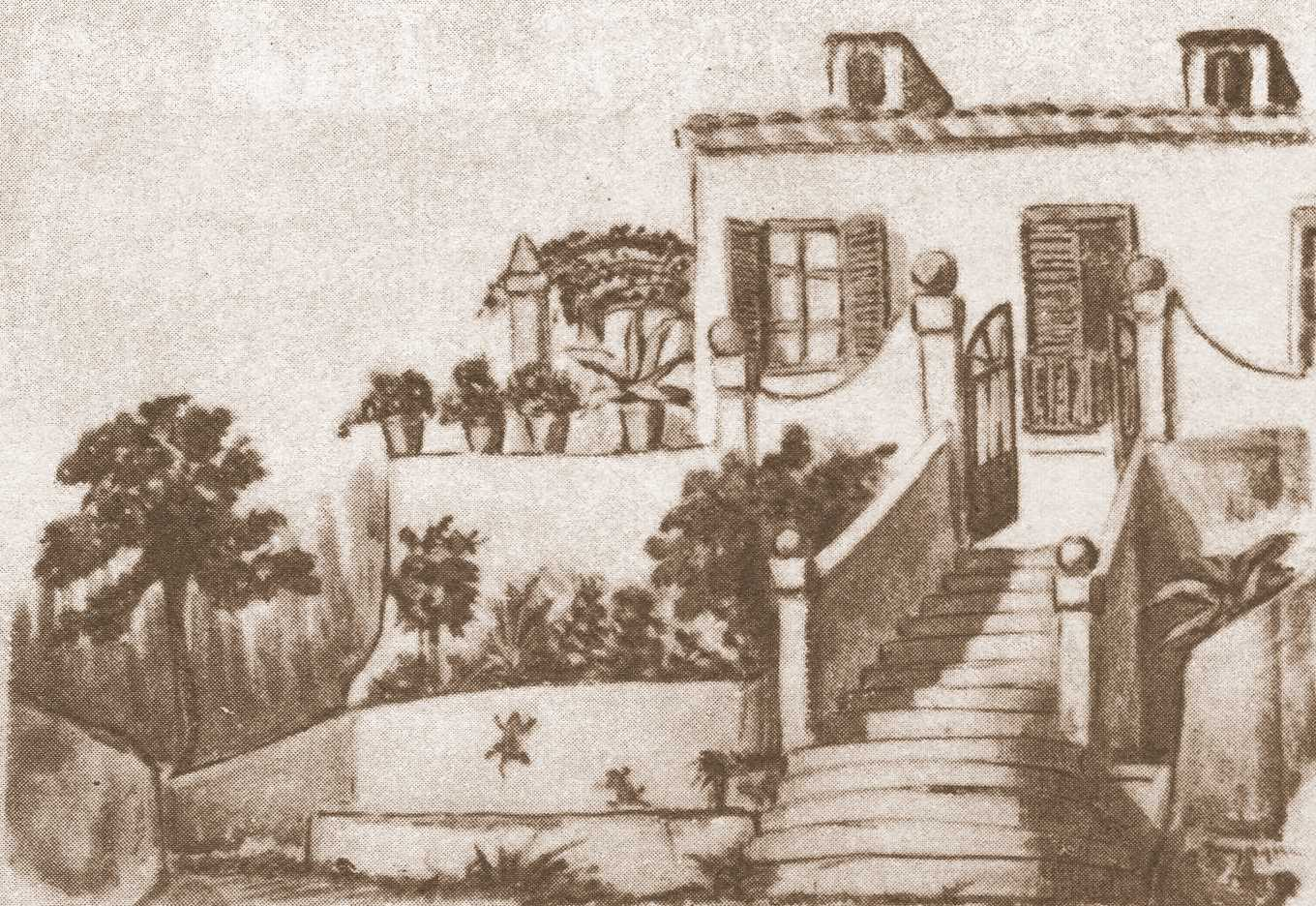
Son Vent (Establiments)
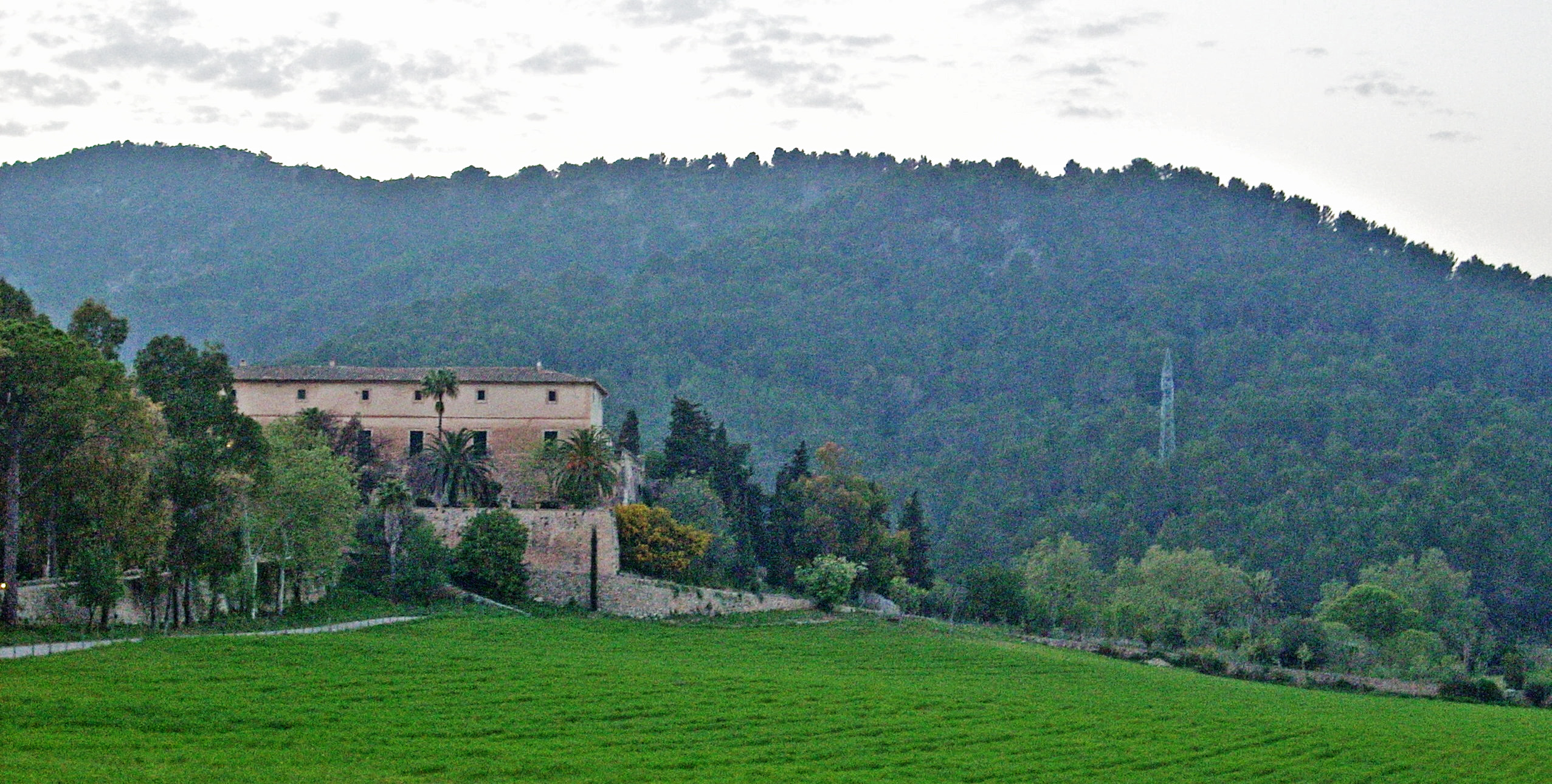
Posesión de Sarriá
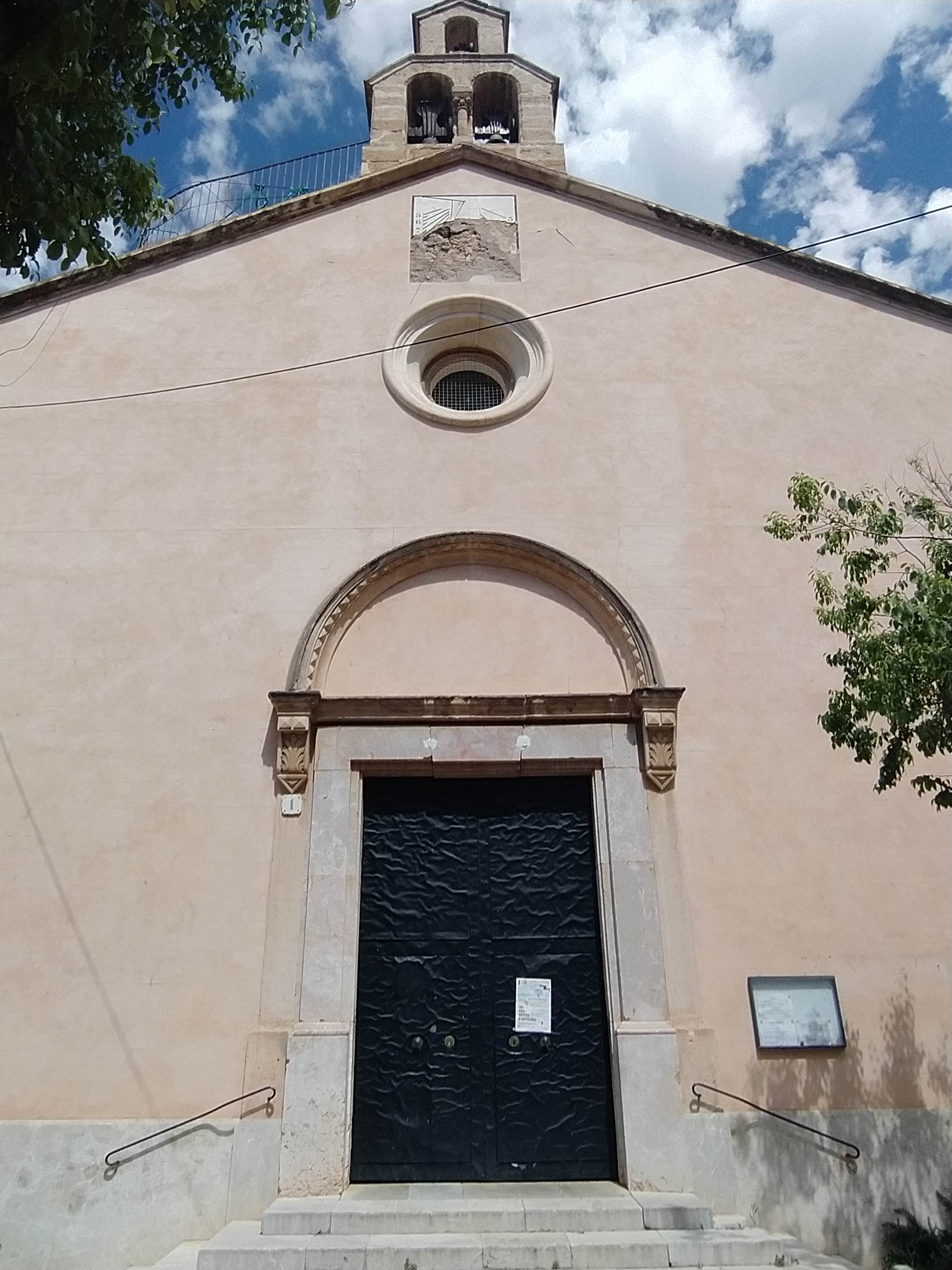
Iglesia parroquial de Establiments (en el núcleo de Rutló), Plaza de la Iglesia.
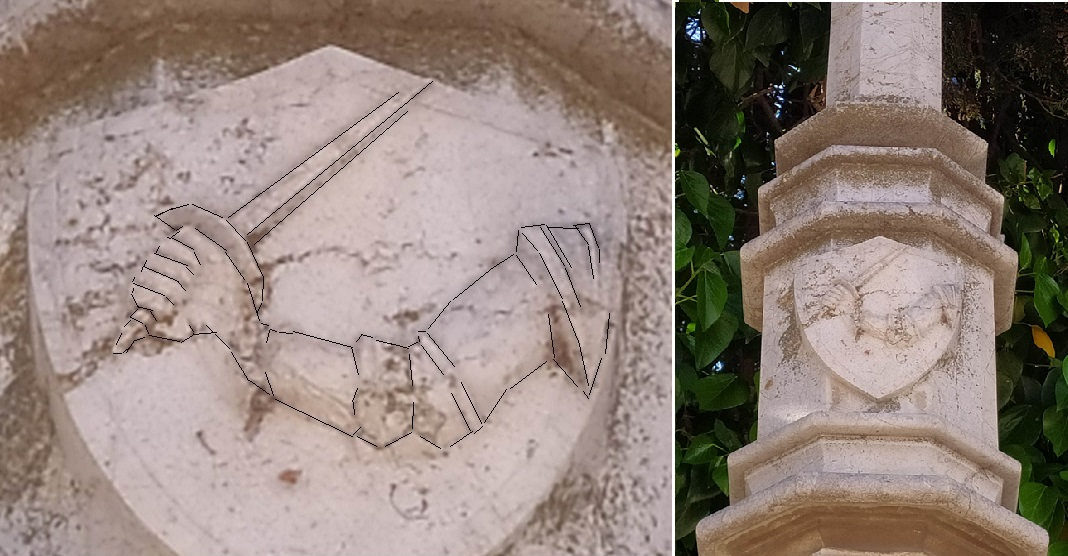
Escudo heráldico de Establiments (con el brazo dotado de armadura)
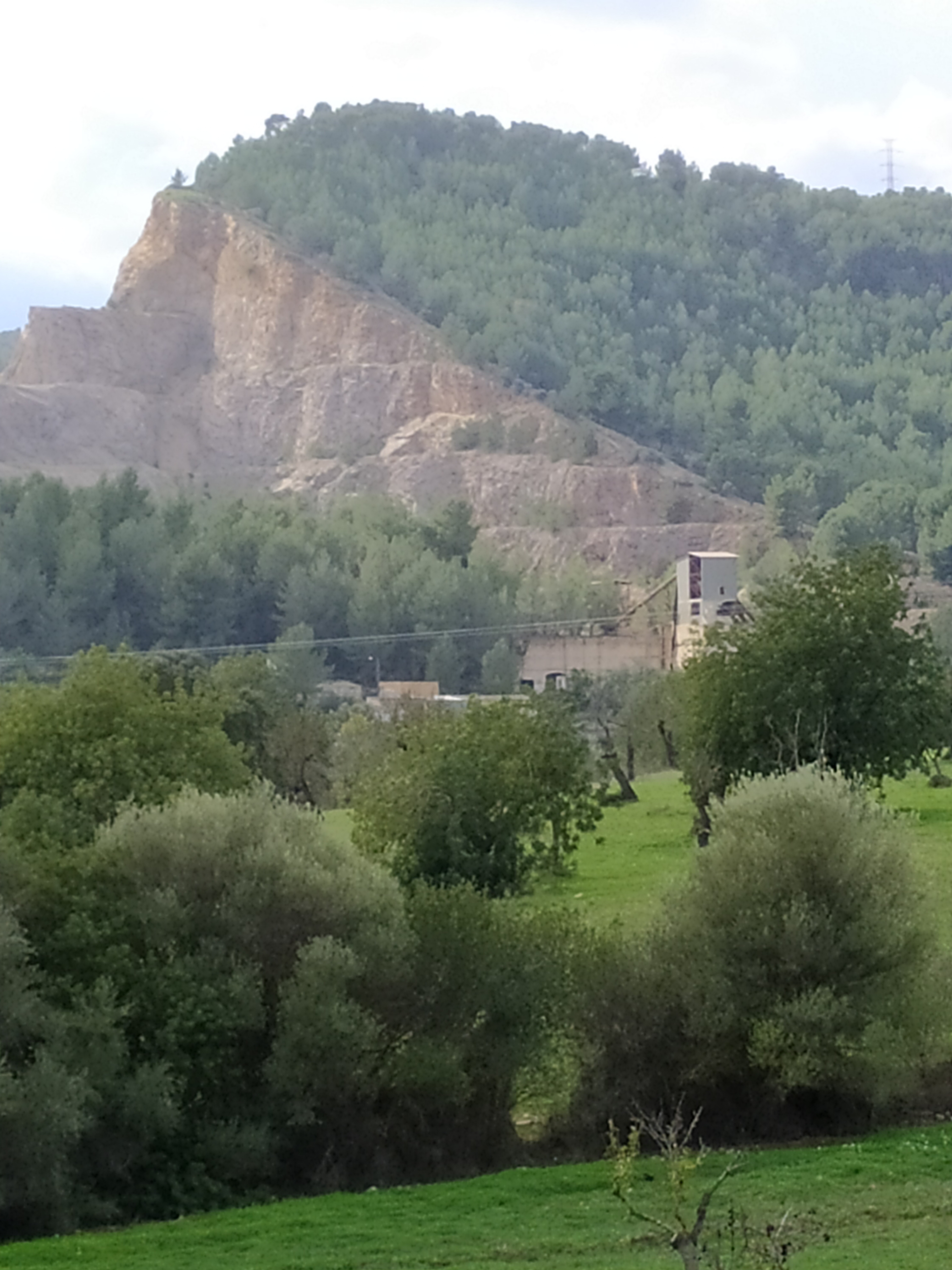
Cantera (gravera) de Establiments en la carretera de Puigpunyent cerca de los depósitos de agua de EMAYA.
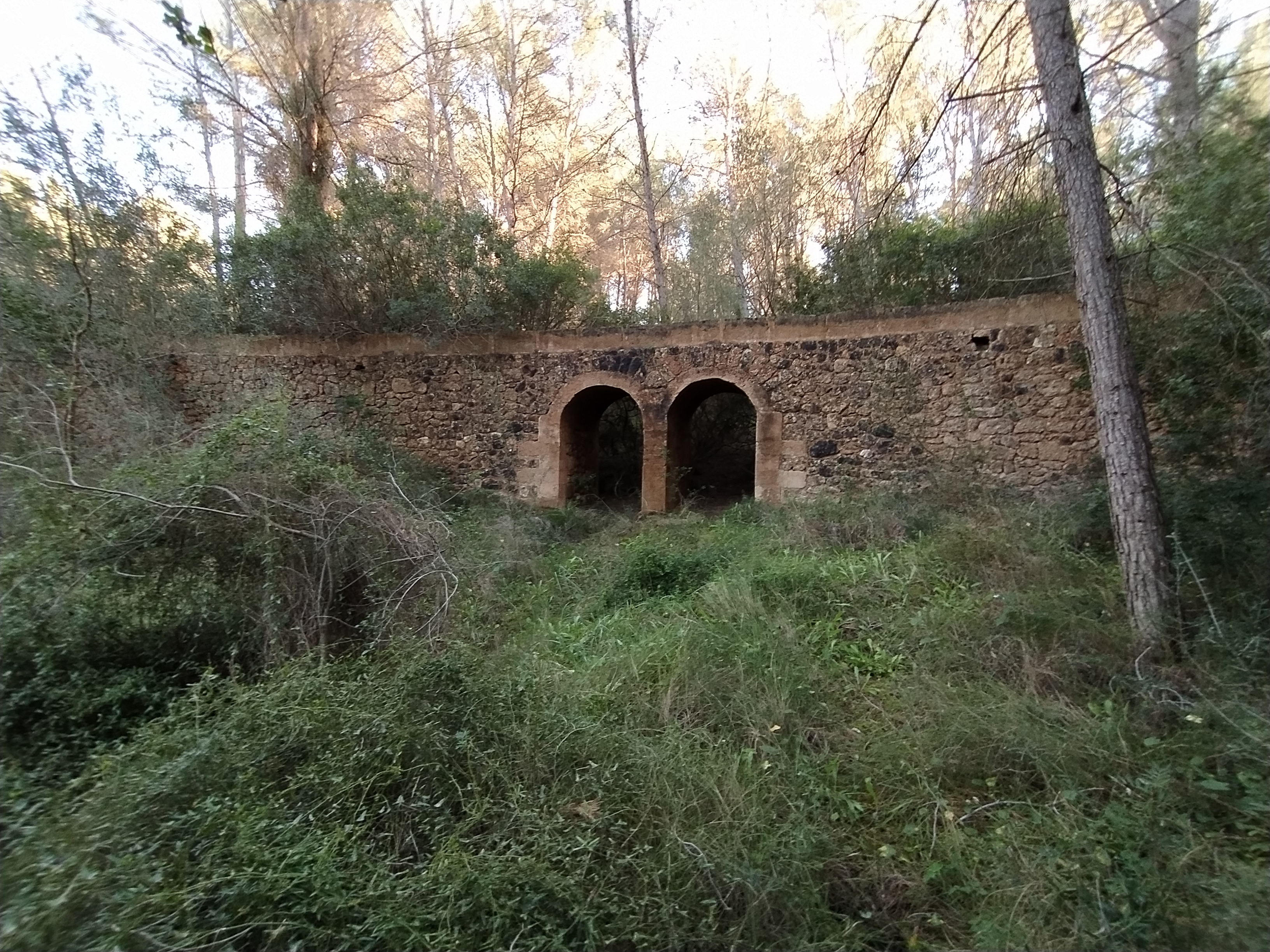
Puente del ferrocarril, zona sobre Can Perona (Establiments, carretera de Puigpunyent)